# Halem (Adelsgeschlecht)

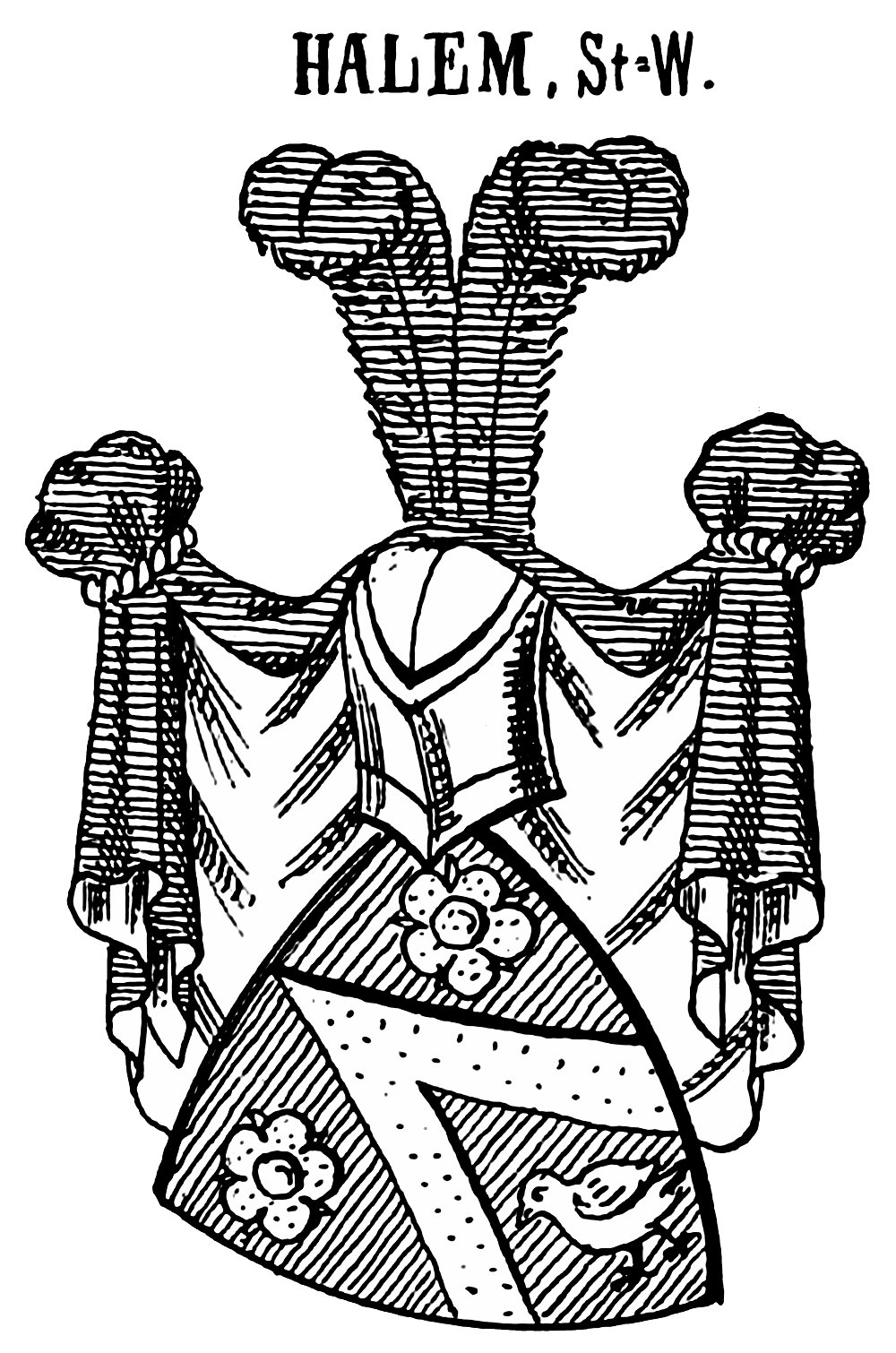
Stammwappen der Familie von Halem in Siebmachers Wappenbuch

Die Familie von Halem ist ein ursprünglich ostfriesisches briefadeliges Geschlecht.

## Geschichte
Die sichere Stammreihe beginnt mit Hilmann von Halem, der urkundlich 1612 in Delmenhorst erwähnt wird. Dessen Enkelsöhne, der Königlich dänische Regierungsrat in Oldenburg und Fürstlich ostfriesische Amtmann in Rastede und Jade, zugleich Oberinspektor in Varel und Kniphausen, Gerhard Henrich von Halem (1644–1723), und Johann Philipp von Halem (1647–1686), Burggraf in Kniphausen, sind die Stammväter der beiden blühenden Linien, der ostfriesischen und der oldenburgischen Linie.
Nachdem Ostfriesland nach dem Aussterben des einheimischen Fürstenhauses der Cirksena 1744 an Preußen vererbt wurde, wird der Fürstlich ostfriesische Regierungs- und Hofgerichtssekretär Heinrich Hermann von Halem als Besitzer des Freien Gutes Barstede bei Aurich in die von Preußen neugeschaffene Adelsmatrikel (Ostfriesische Vasallentabelle) eingetragen und damit als Adliger anerkannt. Der jüngeren oldenburgischen Linie wird mit Rücksicht auf den bereits anerkannten Adel der älteren Linie durch den Reichsvikar, den Kurfürsten Karl Theodor von Pfalz-Bayern, der Reichsadelsstand für die Brüder Bernhard Friedrich von Halem, preußischer Kriegsrat, Gerhard Anton von Halem und Ludwig Wilhelm Christian von Halem erteilt.
1979 erwarben Hilmann von Halem und seine Frau Marina, geb. von Richthofen, das Schloss Zeilitzheim in Unterfranken.

## Wappen
- Das Stammwappen zeigt In Blau einen goldenen Sparren, belegt oben von 2 silbernen Rosen mit goldenen Butzen, unten von einem silbernen Vogel.
- Das Wappen von 1792 ist geviert, belegt mit dem Stammwappen als Mittelschild. Die Felder 1 und 4 zeigen in rot zwei aus silbernen Wolken sich die Hände reichende geharnischte Arme, 2 und 3 in Schwarz einen gold bewehrten silbernen Kranich auf silbernem Boden. Auf dem gekrönten Helm mit rechts blau-goldenen und links rot-silbernen Decken der silberne Kranich auf silbernem Berg zwischen zwei blauen Straußenfedern.[2]

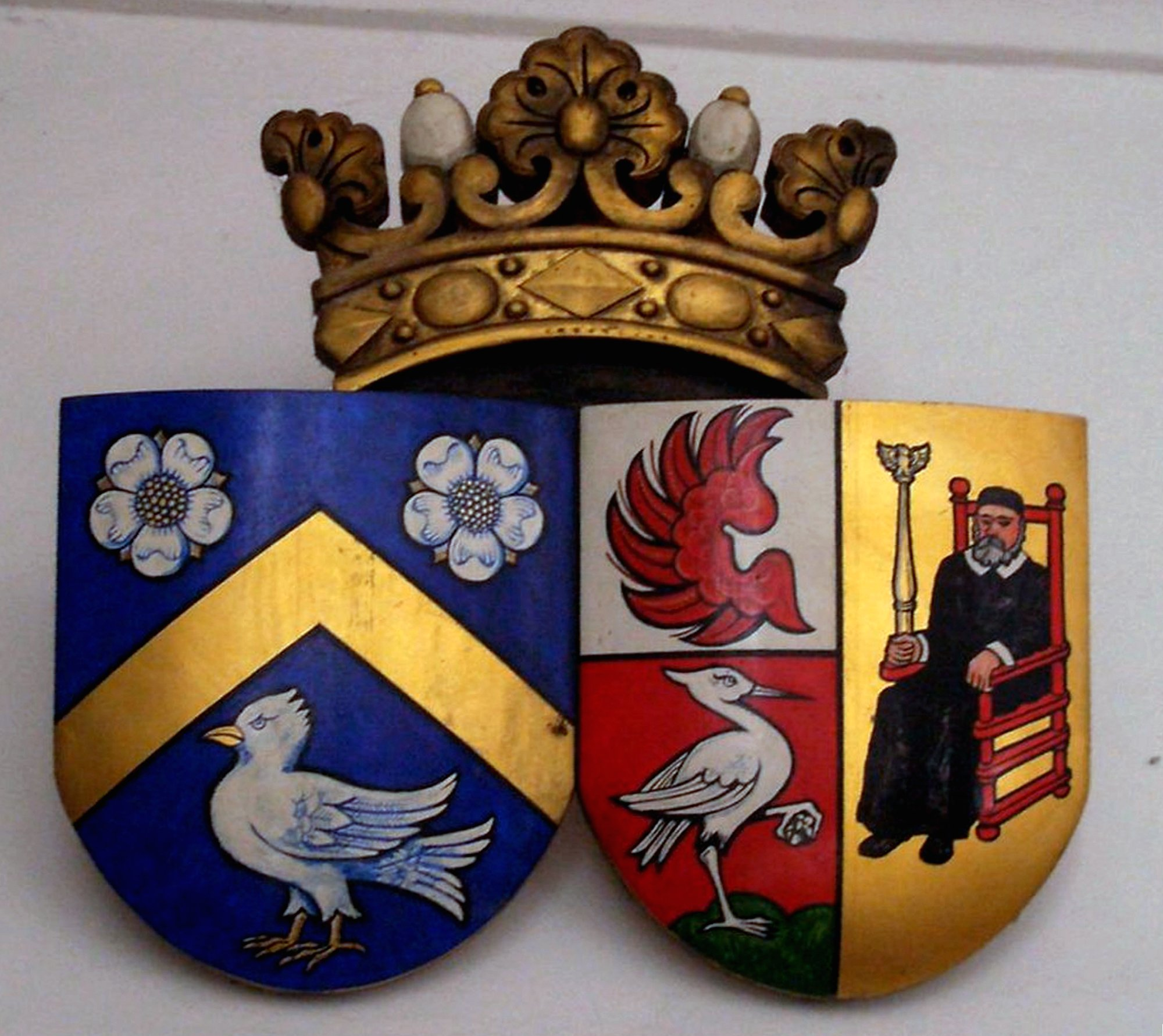
Allianzwappen Halem - Richthofen
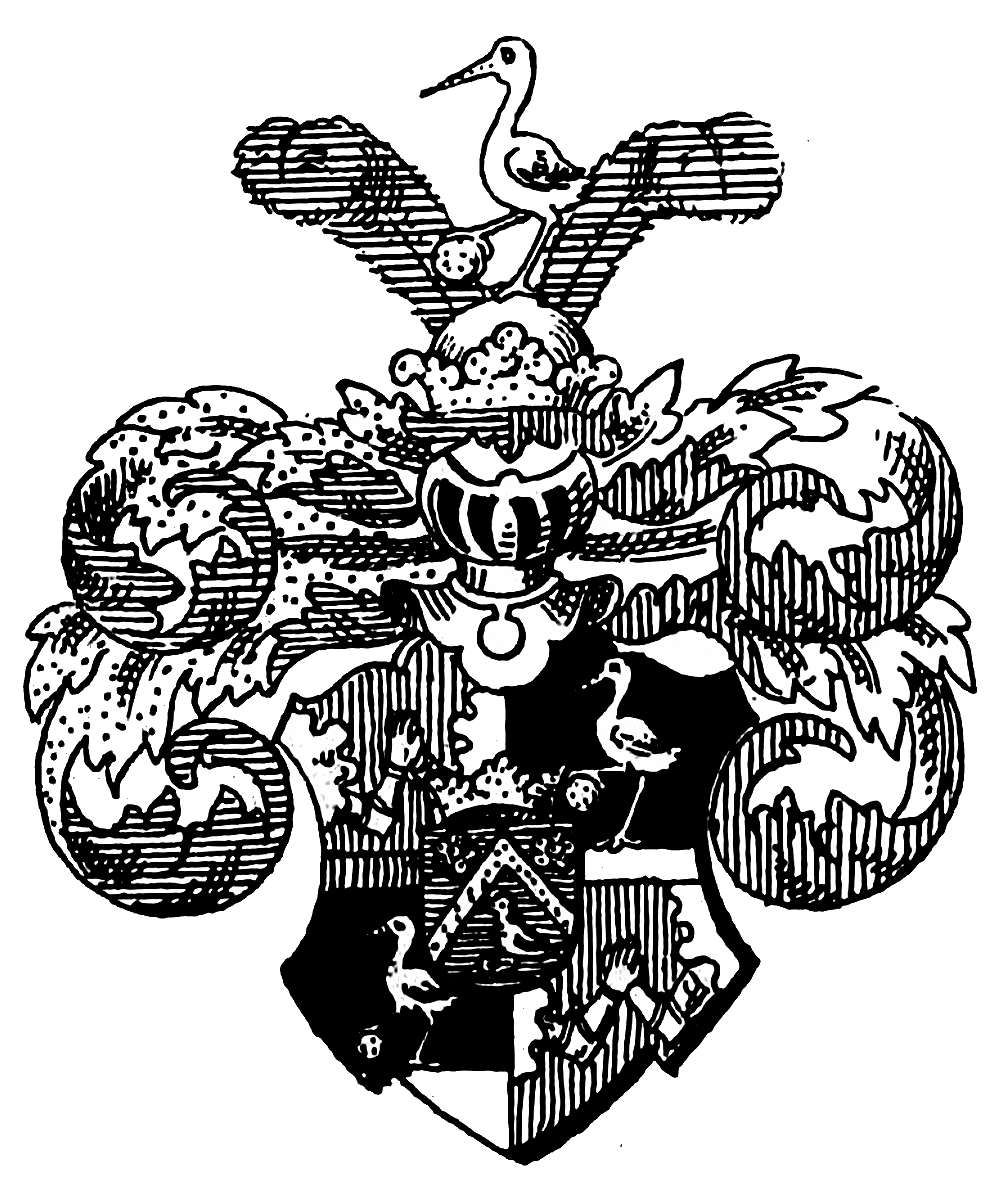
Wappen derer von Halem von 1792 in Siebmachers Wappenbuch

## Bekannte Namensträger
- Gerhard Anton von Halem (1752–1819), Großherzogl. oldenburgischer Justizrat, Erster Regierungsrat des Fürstentums Lübeck in Eutin, Dichter und Schriftsteller
- Ludwig Wilhelm Christian von Halem (1758–1839), Hofrat und Bibliothekar
- Bernhard Jacob Friedrich von Halem (1769–1823), preußischer und französischer Beamter und Übersetzer
- Gustav Adolf von Halem (1870–1932), Kgl. preuß. Landrat, Hofmarschall und Mitglied des Reichstages
- Gustav Adolph von Halem (1899–1999), deutscher Diplomat und Filmkaufmann
- Carl Otto von Halem (1901–1968), Vorstand der Hermes Kredit-Versicherungs AG
- Nikolaus von Halem (1905–1944), Widerstandskämpfer, 1944 hingerichtet
- Victor von Halem (1940–2022), deutscher Opernsänger (Bassist)
- Marie Luise von Halem (* 1962), Politikerin von Bündnis 90/Die Grünen